# Lucien Rion
Lucien Rion, né à Forest le 12 avril 1875 et mort dans la même commune le 26 février 1939, est un peintre, un lithographe et un graphiste belge. 

## Biographie

### Famille
Lucien (Lucien Ange Felix Joseph) Rion, né à Forest, chaussée de Ruisbroeck, le 12 avril 1875, est le fils de Gustave Rion (1848-1893), natif de Paris, architecte, et de Louise Cador (1848-1927), native de Châtelineau. Sa sœur Claire se marie en 1908 avec le poète Stuart Merrill.

### Formation
Lucien Rion est l'élève de Joseph Stallaert à l'Académie royale des beaux-arts de Bruxelles. 

### Carrière
Lucien Rion peint des paysages, des natures mortes et des figures. Il réalise également des dessins de céramiques et de vitraux. Martelant également le métal, il produit des pièces ornementales en argent, cuivre et nickel. Son œuvre s'avère multiforme.
Il est membre de l'association d'artistes Le Sillon, un cercle créé en 1893 par des artistes désirant un retour vers la peinture traditionnelle, vers la tradition réaliste flamande et prônant une peinture représentant directement la nature. Leur but étant le naturalisme. Du 9 janvier au 16 février 1896, à Bruxelles, Lucien Rion expose au premier Salon de l'Art idéaliste, un mouvement créé par Jean Delville, désireux de provoquer une renaissance esthétique en Belgique.
Séduit par l'Art nouveau, il fréquente l'architecte Paul Hamesse et ses frères célibataires constituant l'informel « Croûte-club ». 
En 1922, il illustre de gravures sur bois La Vie des Abeilles de Maurice Maeterlinck et crée, en 1918, les dix lithographies d'un album dans la série Collection du Petit Artiste qui comprend les Fables de La Fontaine.
Après une longue maladie, Lucien Rion, célibataire, meurt, à l'âge de 63 ans, le 26 février 1939 à Forest,.

## Œuvres

### Expositions
- Salon de l'Art idéaliste de 1896 (I), à Bruxelles, salle Saint-Luc[5].
- Salon de l'Art idéaliste de 1898 (III), à Bruxelles : Le Chant du cygne, La Lecture enchantée[9].
- Exposition du cercle Le Sillon de 1909 (XVI)[10]..
- Exposition du cercle Le Sillon de 1911 (XVIII)[11].
- Libre Académie de Belgique en 1925 : 1re exposition à la galerie Georges Giroux.

### Réception critique
En 1898, lorsque Lucien Rion expose au Salon de l'art idéaliste, Maurice Sulzberger, critique de la Revue de Belgique écrit : 

« S'il y a de l'idéalisme dans le paysage de M. Lucien Rion, ce n'est pas parce qu'il l'a intitulé Le Chant du cygne, ni parce qu'il a indiqué au premier plan un cygne empêtré dans des ronces, et au dernier une colline que couronne un temple en ruines. le secret de la réussite de M. Rion est à la fois plus simple et plus complexe : il a senti sincèrement et rendu avec toute la perfection dont il est capable l'ordonnance des lignes et la profondeur de coloration qui revêtent son paysage d'une mélancolie virgilienne. »

## Distinctions
- Chevalier de l'ordre de Léopold[7] ;
- Chevalier de l'ordre de la Couronne d'Italie[7].